# PTL Luftfahrtunternehmen

PTL Luftfahrt GmbH war ein deutsches Luftfahrtunternehmen und operierte als Fluggesellschaft mit Hauptsitz in Landshut, Bayern und Basis auf dem Flugplatz Landshut-Ellermühle. Die PTL betrieb seit 2022 eine Außenstation auf dem Flugplatz Kiel-Holtenau.
Zu den Betätigungsfeldern der PTL gehörten der Charterflugbetrieb, Frachtflüge, eine Organisation zur Aufrechterhaltung der Lufttüchtigkeit sowie eine Flugschule. Die PTL Luftfahrt GmbH konzentrierte sich hierbei mit ihren Genehmigungsumfängen insbesondere auf Leistungen und Services als gewerbliches Luftfahrtunternehmen sowie Ausbildungs- und Schulungsbetrieb für Berufs- und Privatpiloten.
Der geschäftliche Fokus lag hierbei auf ganzheitliche, hochspezialisierte Betreibermodelle in der Luftfahrt für einen breiten nationalen und internationalen Kundenkreis.
Die Gesellschaft gehörte seit August 2021 zur ESG-Gruppe.
Der Betrieb der Gesellschaft wurde mit Ablauf des 1. November 2024 komplett eingestellt.